# Дружковский историко-художественный музей
Дружковский историко-художественный музей (укр. Дружківський історико-художній музей) — музей, находящийся в городе Дружковка.

## История музея
Коллекция Дружковского музея начала собираться в середине 1920-х годов в изобразительной студии в Доме культуры машиностроительного завода.
Более полувека — с 1934 года до конца 1990-х годов студию возглавлял О. Я. Бондарь.
В 1951 году при студии была открыта картинная галерея «Дружковская Третьяковка», которая демонстрировала работы студийцев.
В 1973 году студия была удостоена звания «народной».
В марте 1984 года на базе картинной галереи на общественных начала был образован музей.
В 1986 году музей стал государственным и некоторое время работает как сектор Донецкого областного художественного музея.
В феврале 1992 года музей становится самостоятельным городским художественным музеем.
В 1998 году официально переименован в «Коммунальное заведение „Дружковский городской художественный музей“».
В 2007 году получил название «Коммунальное заведение культуры „Дружковский историко-художественный музей“».

## Деятельность
- В. И. Сахно — работы известного живописца и графика[4].
- С. Т. Коненкова — набросок к памятнику Л. Н. Толстого, а также сооружение из бронзы народного художника Украины О. М. Скобликова.

## Примечание
1. 1 2 3 4  Дружківський історико-художній музей // Архівні установи України (укр.). Держкомархів України (2010). Дата обращения: 12 августа 2013. Архивировано 3 сентября 2013 года.
2. 1 2 3 4 5 6 7  Дружківський історико-художній музей (укр.). Культура Донеччини. Дата обращения: 12 августа 2013. Архивировано 3 сентября 2013 года.
3. ↑  История музея. Дата обращения: 12 июля 2013. Архивировано 26 апреля 2016 года.
4. ↑  В. И. Сахно Архивная копия от 23 ноября 2013 на Wayback Machine